# Neoanguimorpha
Los neoánguimorfos (Neoanguimorpha) son un infraorden de lagartos escamosos ánguimorfos que comprende desde Heloderma hasta Diploglossa (Xenosauridae, Diploglossidae, Anniellidae y Anguidae).

## Taxonomía y filogenia
Los estudios morfológicos antiguos habían clasificado a los helodermátidos con los varanoideos en el clado Platynota. El lagarto cocodrilo chino fue clasificado erróneamente como un xenosáurido. Sin embargo, el trabajo molecular no encontró apoyo en estas agrupaciones y, en cambio, encontró que los helodermátidos están más relacionadas con Diploglossa, mientras que el lagarto cocodrilo chino y los varanoides forman el infraorden hermano Paleoanguimorpha.
A continuación se muestra la filogenia de los linajes de los neoánguimorfos de acuerdo con Pyron et al. (2013):
|  | Diploglossidae                                           |
|  |                                                          |
|  | \| \| Anniellidae \| \| \| \| \| \| Anguidae \| \| \| \| |
|  |                                                          |
|  | Anniellidae                                              |
|  |                                                          |
|  | Anguidae                                                 |
|  |                                                          |

|  | Anniellidae |
|  |             |
|  | Anguidae    |
|  |             |

|  | Diploglossidae                                           |
|  |                                                          |
|  | \| \| Anniellidae \| \| \| \| \| \| Anguidae \| \| \| \| |
|  |                                                          |
|  | Anniellidae                                              |
|  |                                                          |
|  | Anguidae                                                 |
|  |                                                          |

|  | Anniellidae |
|  |             |
|  | Anguidae    |
|  |             |

|  | Diploglossidae                                           |
|  |                                                          |
|  | \| \| Anniellidae \| \| \| \| \| \| Anguidae \| \| \| \| |
|  |                                                          |
|  | Anniellidae                                              |
|  |                                                          |
|  | Anguidae                                                 |
|  |                                                          |

|  | Anniellidae |
|  |             |
|  | Anguidae    |
|  |             |

|  | Diploglossidae                                           |
|  |                                                          |
|  | \| \| Anniellidae \| \| \| \| \| \| Anguidae \| \| \| \| |
|  |                                                          |
|  | Anniellidae                                              |
|  |                                                          |
|  | Anguidae                                                 |
|  |                                                          |

|  | Anniellidae |
|  |             |
|  | Anguidae    |
|  |             |